# Rizah Mešković
Rizah Mešković (ur. 10 sierpnia 1947 w Tuzli) – jugosłowiański piłkarz i trener, reprezentant kraju, grający na pozycji bramkarza.

## Kariera piłkarska
Mešković urodził się w Tuzli i swoją przygodę z piłką rozpoczynał w lokalnym zespole FK Sloboda Tuzla. Do pierwszego zespołu dołączyć w 1964. Jako bramkarz Slobody miał udział w awansie do Prva liga Jugoslavije w sezonie 1968/69. Wystąpił z drużyną także w finale Pucharu Jugosławii w sezonie 1970/71. Łącznie przez 9 lat gry w Slobodzie wystąpił w 220 spotkaniach.
Od 1973 występował w Hajduku Split. Wraz z Hajduci dwukrotnie zdobył Mistrzostwo Jugosławii w sezonach 1973/74 i 1974/75. Trzykrotnie sięgał z Hajdukiem po Pucharu Jugosławii w sezonach 1973, 1974, 1975/76.
W 1976 wyjechał do Holandii, gdzie dołączył do AZ Alkmaar. Wraz z Kaaskoppen wygrał Puchar Holandii w sezonie 1977/78. Przez 3 lata gry w Eredivisie rozegrał 68 spotkań. W 1979 powrócił do FK Sloboda Tuzla, w którym występował do 1981. W kolejnych latach grał dla drugo- i trzecioligowych klubów z Jugosławii takich jak FK Budućnost Banovići, FK Radnik Bijeljina czy NK Bratstvo Gračanica. Karierę piłkarską zakończył w 1988 w zespole NK Orebić.
| Sezon   | Klub                  | Kraj       | Rozgrywki                      | Mecze | Bramki |
| ------- | --------------------- | ---------- | ------------------------------ | ----- | ------ |
| 1965/66 | FK Sloboda Tuzla      | Jugosławia | Druga savezna liga             | 20    | 0      |
| 1966/67 | FK Sloboda Tuzla      | Jugosławia | Druga savezna liga             | 33    | 0      |
| 1967/68 | FK Sloboda Tuzla      | Jugosławia | Druga savezna liga             | 3     | 0      |
| 1968/69 | FK Sloboda Tuzla      | Jugosławia | Druga savezna liga             | 29    | 0      |
| 1969/70 | FK Sloboda Tuzla      | Jugosławia | Prva liga Jugoslavije          | 33    | 0      |
| 1970/71 | FK Sloboda Tuzla      | Jugosławia | Prva liga Jugoslavije          | 34    | 0      |
| 1971/72 | FK Sloboda Tuzla      | Jugosławia | Prva liga Jugoslavije          | 34    | 0      |
| 1972/73 | FK Sloboda Tuzla      | Jugosławia | Prva liga Jugoslavije          | 33    | 0      |
| 1973/74 | Hajduk Split          | Jugosławia | Prva liga Jugoslavije          | 33    | 0      |
| 1974/75 | Hajduk Split          | Jugosławia | Prva liga Jugoslavije          | 16    | 0      |
| 1975/76 | Hajduk Split          | Jugosławia | Prva liga Jugoslavije          | 4     | 0      |
| 1976/77 | AZ Alkmaar            | Holandia   | Eredivisie                     | 19    | 0      |
| 1977/78 | AZ Alkmaar            | Holandia   | Eredivisie                     | 34    | 0      |
| 1978/79 | AZ Alkmaar            | Holandia   | Eredivisie                     | 15    | 0      |
| 1979/80 | FK Sloboda Tuzla      | Jugosławia | Prva liga Jugoslavije          | 18    | 0      |
| 1980/81 | FK Sloboda Tuzla      | Jugosławia | Prva liga Jugoslavije          | 3     | 0      |
| 1981/82 | FK Budućnost Banovići | Jugosławia | Treća savezna liga Jugoslavije |       |        |
| 1982/83 | FK Budućnost Banovići | Jugosławia | Treća savezna liga Jugoslavije |       |        |
| 1983/84 | FK Radnik Bijeljina   | Jugosławia | Druga savezna liga             | 17    | 0      |
| 1984/85 | FK Radnik Bijeljina   | Jugosławia | Druga savezna liga             | 6     | 0      |
| 1985/86 | NK Bratstvo Gračanica | Jugosławia | Treća savezna liga Jugoslavije |       |        |
| 1986/87 | NK Bratstvo Gračanica | Jugosławia | Treća savezna liga Jugoslavije |       |        |
| 1987/88 | NK Orebić             |            |                                |       |        |

## Kariera reprezentacyjna
Mešković jedyny mecz w reprezentacji rozegrał 29 czerwca 1972. Było to zremisowane 2:2 spotkanie ze Szkocją.
Dwa lata później został powołany na Mistrzostwa Świata. Podczas turnieju pełnił rolę rezerwowego bramkarza.
| Mecze i gole w reprezentacji | Mecze i gole w reprezentacji | Mecze i gole w reprezentacji | Mecze i gole w reprezentacji | Mecze i gole w reprezentacji | Mecze i gole w reprezentacji | Mecze i gole w reprezentacji |
| #                            | Data                         | Miasto                       | Przeciwnik                   | Gol                          | Wynik                        | Rozgrywki                    |
| ---------------------------- | ---------------------------- | ---------------------------- | ---------------------------- | ---------------------------- | ---------------------------- | ---------------------------- |
| 1.                           | 29.06.1972                   | Belo Horizonte               | Szkocja                      |                              | 2:2                          | towarzyski                   |

## Kariera trenerska
Mešković zakończył swoją przygodę z wyczynowym sportem w 1988. W tym samym roku zajął się pracą trenera, obejmując drużynę Jugosławii B. Rok później został trenerem swojego macierzystego zespołu FK Sloboda Tuzla. W 1990 dołączył do sztabu reprezentacji Jugosławii jako asystent Ivicy Osima. 
W 1991 wyjechał do Zjednoczonych Emiratów Arabskich, gdzie objął zespół Al-Wahda Abu Zabi.      
W tym kraju pracował również dla Asz-Szabab Dubaj (1992–1993, 1999–2001 oraz 2005–2007), Nadi asz-Szarika (1994–1996), Al-Wasl Dubaj (1997–1998) oraz Al-Nasr Dubaj (1998–1999).
Mešković pracował także w Arabii Saudyjskiej, gdzie prowadził zespoły Al-Nassr, Al-Hilal oraz Al-Ahli Dżudda. W latach 2003–2005 pracował jako asystent w Katarskim Al Sadd.

## Sukcesy

### Zawodnik
Sloboda Tuzla
- Finał Pucharu Jugosławii (1): 1970/71

Hajduk Split
- Mistrzostwo Jugosławii (2): 1973/74, 1974/75
- Pucharu Jugosławii (3): 1973, 1974, 1975/76

AZ Alkmaar
- Puchar Holandii (1): 1977/78

### Trener
Al-Ahli
- Puchar Króla (1): 2001/02
- GCC Champions League (1): 2002